# Hong Kong Free Press
Hong Kong Free Press, kurz HKFP (chinesisch 香港自由新聞, Pinyin Xiānggǎng Zìyóu Xīnwén, Jyutping Hoeng1gong2 Zi6jau4 San1man4), ist eine gemeinwohlorientierte Internetzeitung mit Sitz in Hongkong. Sie wurde von unabhängigen Journalisten als Antwort auf Bedenken bezüglich der sinkenden Pressefreiheit in der Region gegründet, um eine Alternative zum dominanten englischsprachigen Nachrichtenservice der South China Morning Post anzubieten und lokale Nachrichten schneller in englischer Sprache verfügbar zu machen.
Seit Ende 2015 wird der Zugang zu dem Dienst in China durch die dortigen Behörden blockiert.

## Hintergrund

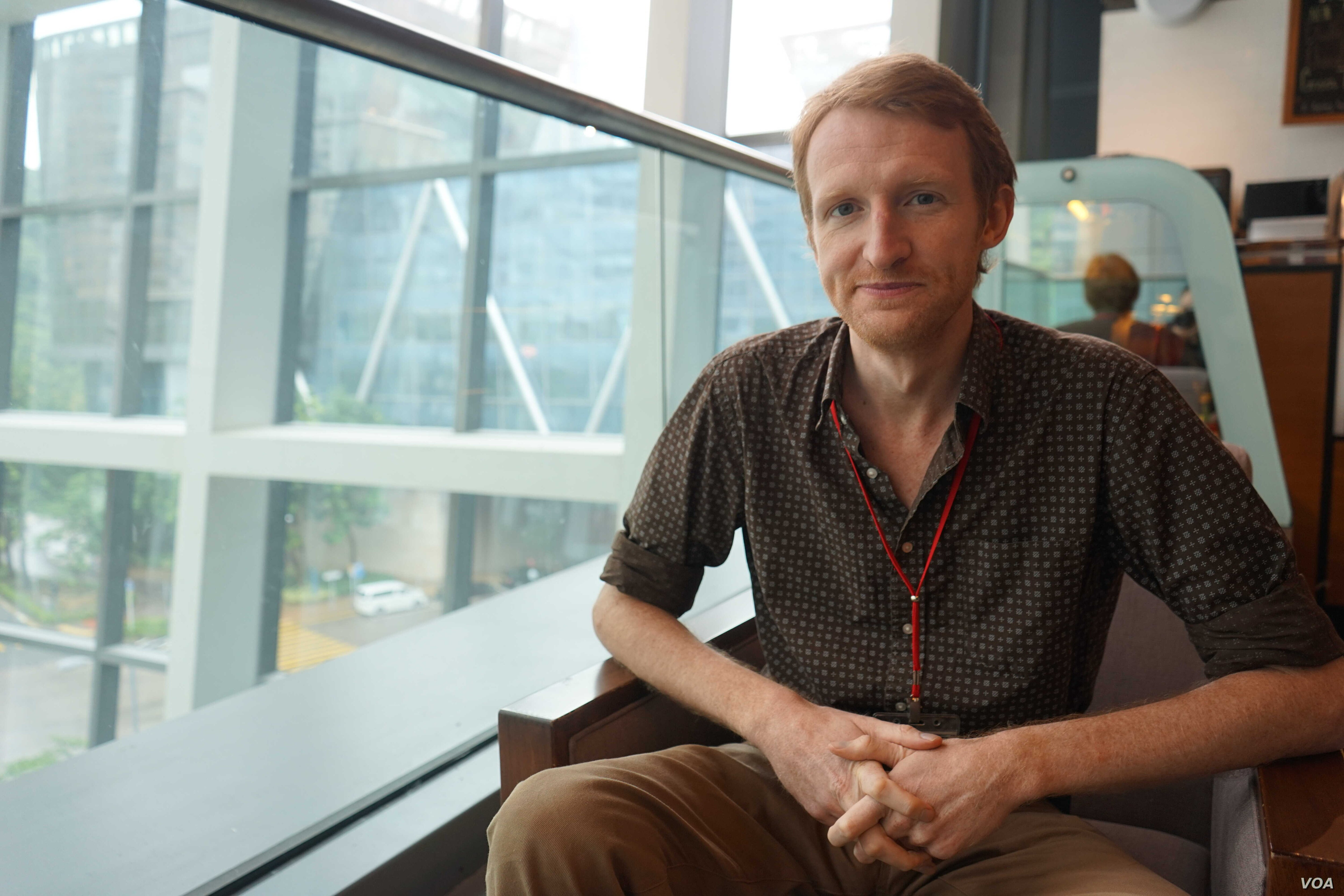
Tom Grundy, Mitgründer und Leiter der Hong Kong Free Press

Die Unterversorgung an kritischer Berichterstattung über die Regierungen Hongkongs und Chinas bewegte die Gründer, einen unabhängigen Nachrichtendienst in englischer Sprache zu starten. Organisationen wie Reporter Ohne Grenzen, das Committee to Protect Journalists, die Hong Kong Journalists Association und PEN America hatten zuvor bereits alle die Mängel der Pressefreiheit in der Metropole und Sonderverwaltungszone Chinas angeprangert. Sie ist insbesondere auch durch Selbstzensur gefährdet, da Publikationen Kritik an der chinesischen Regierung vermeiden, um keine Werbeerlöse zu verlieren. Die South China Morning Post war lange Zeit als das englischsprachige Leitmedium angesehen, wurde jedoch seit dem Kauf 1993 durch Robert Kuoks Kerry Group ebenfalls der Selbstzensur beschuldigt, da die Gruppe auch über große Beteiligungen in Festlandchina verfügt. Seit dem Kauf mussten zahlreiche Mitarbeiter die Post verlassen, angeblich aus politischen Gründen. Auch eine direkte Einflussnahme des Verbindungsbüros der chinesischen Regierung wurde vermutet. Zeitungen und Journalisten waren auch Ziel mehrerer physischer Angriffe durch pro-chinesische Aktivisten.

## Gründung
Für die Gründung der Zeitung wurde ein Crowdfunding gestartet. Diese hatte das Ziel, während eines Monats 150.000 HK$ zu sammeln, um damit zwei Journalisten unterstützen zu können. Das Ziel von $150,000 wurde innerhalb von zwei Tagen erreicht, weshalb es auf $500,000 erhöht wurde. Die Kampagne endete im Juni 2015 mit einem Spendenstand von mehr als $600,000. HKFP stellte daher weitere Mitarbeiter ein und gründete einen Redaktionssitz im Gewerbegebiet Cyberport – 數碼港 – im Stadtteil Pok Fu Lam im Southern District im Süden von Hong Kong Island. Das Internetangebot wurde am 29. Juni 2015 offiziell gestartet.
Langfristig plant HKFP finanzielle Sicherheit durch einen Mix aus kontinuierlichen Crowdfunding-Bemühungen, Werbung und Sponsorenschaften zu erlangen und die Gemeinkosten dabei möglichst gering zu halten. Der freiberufliche Journalist Tom Grundy, einer der Mitgründer der Website, erklärte, dass die Seite mit „einfachen Lokalnachrichten und investigativen Recherchen über Hongkong“ starten würde. Eine politische Agenda schloss er ausdrücklich aus. Man wolle einfach „glaubwürdig sein“.
Im ersten Jahr seit der Gründung veröffentlichte HKFP 4400 journalistische Arbeiten, die von über 3,5 Millionen einzelnen Besuchern angesehen wurden.